# Orquestra Filarmônica de Hong Kong
A Orquestra Filarmônica de Hong Kong ou Orquestra Filarmónica de Hong Kong é a mais importante orquestra de Hong Kong. Primeiramente estabelecida em 1895 como uma orquestra amadora nomeada de Orquestra Sino-Britânica, sendo renomeada para o nome atual em 1957.

## Diretores artísticos
- 1974-1975 Kek-tjiang Lim
- 1977-1978 Hans-Gunther Mommer
- 1979-1981 Ling Tung
- 1984-1989 Kenneth Schermerhorn
- 1989-2000 David Atherton
- 2000-2003 Samuel Wong
- 2004-Pres.  Edo de Waart

## Maestros
- 1982-1985 Maxim Shostakovich
- 1984-1993 Kenneth Jean
- 1984-1986 John Lau
- 1986-2000 Wing-sie Yip
- 2000-Pres.  David Atherton